# Gabriel Company
Company  Bauzá est un nom espagnol. Le premier nom de famille, en général paternel, est Company ; le second, en général maternel, souvent omis, est Bauzá.
Gabriel Company Bauzá (né le 16 mai 1930 à Sant Joan de Labritja) est un coureur cycliste espagnol. Professionnel de 1954 à 1962, il a notamment remporté deux étapes du Tour d'Espagne.

## Palmarès
- 1954
  - GP Martorell
  - 3e du championnat d'Espagne sur route indépendants

- 1955
  - Trofeo Masferrer
  - Trofeo Borras
  - 5e étape du Gran Premio de la Bicicleta Eibarresa
  - 5e étape du Tour d'Espagne
  - Trofeo del Sprint
  - 2e étape du Tour de Catalogne
  - 2e du Tour de Catalogne
  - 2e du GP Pascuas
  - 3e du Tour des Asturies
  - 3e du GP Sniace
  - 6e du Tour d'Espagne

- 1956
  - Clásica a los Puertos
  - Trofeo Borras
  - 3e du Trofeo del Sprint
  - 3e du Trofeo Jaumendreu
  - 3e du Tour de Majorque

- 1957
  - GP Sabadell
  - 8e étape du Tour d'Andalousie
  - 9e étape du Tour du Sud-ouest de l'Espagne
  - 7e étape du Tour de Catalogne
  - 3e du GP Martorell

- 1958
  - Tour d'Andalousie
  - 2e du championnat d'Espagne de la course de côte
  - 2e du Trofeo Masferrer
  - 3e de Barcelone-Vilada

- 1959
  - Trofeo Masferrer
  - 1rea étape du Tour du Levant (contre-la-montre par équipes)

- 1960
  - 6ea étape du Tour d'Andalousie
  - 1re étape du Tour du Levant (contre-la-montre par équipes)

- 1961
  - 16e étape du Tour d'Espagne
  - 2e de Barcelone-Madrid

## Résultats sur les grands tours

### Tour de France
1 participation
- 1955 : 57e

### Tour d'Espagne
8 participations
- 1955 : 6e, vainqueur de la 5e étape
- 1956 : abandon (4e étape)
- 1957 : abandon (16e étape)
- 1958 : 24e
- 1959 : 23e
- 1960 : hors délais (15e étape)
- 1961 : 28e, vainqueur de la 16e étape
- 1962 : 45e

### Tour d'Italie
- 1957 : 31e
- 1961 : 43e
- 1962 : abandon